# San Buenaventura (Ixtapaluca)
San Buenaventura es una colonia de 49 241 habitantes situada entre los municipios de Ixtapaluca y Chalco, Estado de México, México.

## Ubicación
La Unidad Habitacional San Buenaventura, conocida también como el Conjunto Urbano San Buenaventura, se encuentra a 19°18'11.096" latitud y 98°51'47.352" longitud. Está localizado en la Carretera Federal México-Puebla. Es de las colonias más cercanas a la Cabecera municipal de Ixtapaluca Centro, pues se encuentra a 2.7 km de esta.
Cuenta con varios accesos:
- La vialidad principal es el Camino a La Venta, situada en el entronque con la Carretera México-Cuautla, cerca de la Autopista de cuota México-Puebla.
- Otro acceso se encuentra ubicado en la Carretera Federal México-Puebla.

### Colindancias
- Al Norte: Con la Carretera Federal México-Puebla y el Ejido de Chalco.
- Al Sur: Con la Autopista de cuota México-Puebla, con la Colonia San Marcos Huixtoco y con el límite municipal de Chalco.
- Al Oriente: Con la Colonia Jorge Jiménez Cantú, con la avenida Unión Campesina y el Ejido de Zoquiapan.
- Al Poniente: Con el río San Francisco, con una zona de conservación ecológica con la Unidad Habitacional San José de la Palma del Instituto del Fondo Nacional de la Vivienda para los Trabajadores (INFONAVIT), la Carretera Federal México-Cuautla y el Circuito Exterior Mexiquense en 2 casetas directas de cuota a esta vialidad tanto para entrar como para salir.[4]

## Historia
Las tierras que hoy se conocen como la Unidad Habitacional San Buenaventura, pertenecían a un grupo de franciscanos según las fuentes de los habitantes, este grupo radicaba en el lugar desde mediados del siglo XX. La empresa constructora e inmobiliaria Consorcio ARA construyó esta unidad habitacional para cubrir la demanda de vivienda que se extendía en la Zona Metropolitana del Valle de México en el año 1999, en inicio se pensaba construir esta unidad en el municipio de Chalco pero debido a inconformidades por parte de los habitantes de este municipio, se decidió por construir en el terreno que se encontraba a solo 2 km de distancia de la población más cercana al municipio de Ixtapaluca.
San Buenaventura antes de ser una unidad habitacional, fue una hacienda agrícola y ganadera de la época de la Revolución Mexicana, llamada también San Buenaventura, conocida como El Canutillo, dedicada a la producción de productos como leche, maíz y frijol, junto con otras haciendas coetáneas como El Escudo o Santa Bárbara, los terrenos de esta última hacienda fueron convertidas en la Unidad Habitacional Geovillas de Santa Bárbara, construida por Corporación GEO, compuesta por las Unidades Haciendas de Las Palmas I, II y III, y también se encuentra Ixtapaluca. La concentración de la población de Ixtapaluca se encuentra en la cabecera municipal, especialmente concentrada en los desarrollos urbanos de San Buenaventura, Los Héroes, San Jerónimo Cuatro Vientos, y San Francisco Acuautla.
San Buenaventura fue un tiempo una de las unidades habitacionales más grandes de toda América del Norte y América Latina, contando con 23,000 viviendas aproximadamente. Paulatinamente ha sido superado por otras unidades habitacionales en el Estado de México y la Ciudad de México (véase El Rosario en el caso de este úiltimo). Las proporciones de las viviendas oscilan entre los 45 y los 65 m², previstas para acoger a parejas jóvenes.

## Demografía
Según el Censo de Población y Vivienda 2020 del INEGI, en San Buenaventura viven 49 241 personas de las cuales 23 632 son masculinos y 25 609 femeninos, siendo la segunda colonia en la lista de los más poblados de todo el municipio, solo tras Ixtapaluca Centro, representando el 9.11% de la población del municipio. 
| Año  | Total  | Hombres | Mujeres |
| ---- | ------ | ------- | ------- |
| 2005 | 48 037 | 23 526  | 24 511  |
| 2010 | 44 761 | 21 718  | 23 043  |
| 2020 | 49 241 | 23 632  | 25 609  |

Entre los habitantes de San Buenaventura figuran 3 747 ciudadanos en el rango de los 0-5 años, 6 572 ciudadanos en el rango de los 6-14 años, 34 956 ciudadanos que se encuentran en el rango de los 15-59 años, y 3 966 de ellos tienen 60 años o más de edad. El grado de escolaridad es de 11.6 años en promedio, comparado a 2010 siendo de 11 años en promedio, y entre las personas alfabetizadas se encuentran 182 analfabetas, a comparación de 2005 con diferencia de 11 personas analfabetas.
La Población Económicamente Activa (PEA) de la colonia es de 25 595 personas, y se registraron 14 706 hogares y 19 254 viviendas, dando diferencias de 3 694 hogares y 6 629 viviendas con respecto a 2005.